# Masitinib
Masitinib ist ein Tyrosinkinase-Inhibitor, der in der Tiermedizin zur Therapie von Mastzelltumoren bei Hunden zugelassen ist. Nach der Zulassung im November 2008 ist Masitinib unter dem Handelsnamen Masivet seit Mitte 2009 in Europa erhältlich. In den USA ist das Tierarzneimittel unter dem Handelsnamen Kinavet seit 2011 auf dem Markt. Zulassungsinhaber ist AB Science aus Paris. Das Arzneimittel ist peroral wirksam.

## Wirkungsmechanismus
Masitinib hemmt in vitro selektiv die mutierte Form der c-Kit-Tyrosinkinase. Solche durch Mutationen dauerhaft aktivierte c-Kit-Tyrosinkinase spielt eine Rolle bei verschiedenen Krebsformen. Durch die selektive Wirkung von Masitinib werden andere Rezeptor-Tyrosinkinasen der Klasse III nicht beeinflusst.
Masitinib hemmt außerdem den Plättchenwachstumsfaktor-Rezeptor (PDGFR) und den Fibroblastenwachstumsfaktor-Rezeptor (FGFR3).

## Klinische Entwicklung in der Humanmedizin
In der Humanmedizin befand bzw. befindet sich Masitinib in der Entwicklung zur Behandlung verschiedener Krebserkrankungen (gastrointestinale stromale Tumoren, akute myeloische Leukämie, NSCLC, Ovarialkarzinom, Prostatakarzinom, multiples Myelom, metastasiertes Pankreaskarzinom, Mastzelltumoren, malignes Melanom), zur Behandlung der Demenz bei Alzheimer-Krankheit, und zur Behandlung der Multiplen Sklerose (Stand 2016). Masitinib ist zudem für die Behandlung des Pankreaskarzinoms in der EU als Orphan-Arzneimittel eingestuft.
Zulassungsanträge in der EU für Masitinib zur Behandlung von gastrointestinalen stromalen Tumoren (geplanter Handelsname: Masican) und Pankreasneoplasmen (geplanter Handelsname: Masiviera) wurden 2014 abschlägig beschieden.
Für die Behandlung von systemischer Mastozytose (Masipro) wurde die EU-Zulassung 2017 verweigert. Der CHMP stellte die Zuverlässigkeit der Studienergebnisse infrage, da eine Begutachtung an den Prüfzentren „schwere Mängel“ in der Weise, wie die Studie durchgeführt worden war, aufzeige. Darüber hinaus wurden große Veränderungen am Studiendesign vorgenommen, während die Studie im Gange war, und Sicherheitsdaten seien begrenzt.
Die EU-Zulassung von Masitinib zur Behandlung der amyotrophen Lateralsklerose (ALS) (Alsitek) wurde 2018 versagt. Einem weiteren Antrag auf Zulassung zur Behandlung der ALS (Masitinib AB Science) beschied die europäische Arzneimittelagentur im Juni 2024 ein negatives Gutachten und empfahl, die Zulassung nicht zu erteilen.

## Chemisch-pharmazeutische Informationen
Arzneilich verwendet wird Masitinib als Salz der Methansulfonsäure (Masitinibmesilat), das in wässrigen Lösungen bei saurem pH-Wert sehr gut, bei alkalischem pH-Wert hingegen unlöslich ist.